# 世界麻雀組織
世界麻雀組織（せかいマージャンそしき、World Mahjong Organization）は、世界麻雀選手権を主管する国際競技団体である。略称はWMO。2006年創立。現在の本部は中国の北京にある。中国語では「世界麻将组织」と表記する。
よく似た団体に、同じく北京で発足してスイスのローザンヌに本部を置く国際麻雀連盟はあるが、こちらは世界麻雀スポーツゲームを主管している別組織である。

## 歴史
2006年に中国の北京で発足した。主席は中国共産党の理論家で有名な于光遠、事務総長は元水泳選手の江选旗が選ばれた。日本の麻雀研究家である名木宏之が副事務総長についた。
2007年11月2日に中国四川省で総会を開催し、WMOの公用語を中国語、英語、日本語の3か国語にすることや、世界選手権を2年ごとに開催することが決められた。
2007年11月3日から5日にかけて、中国の成都で「第1回世界麻雀選手権大会」を開催。16位以内の入賞者には古代中国の壺を模したトロフィーが授与された。公式にはこの大会が「第1回」として扱われている。しかし、在日アメリカ人のライアン・モリスが近代麻雀（2007年7月15日号）の自身のコラムの中で、2002年に開催された世界選手権が第1回ではないのはおかしいと主張した。

## 主催大会
- 世界麻雀選手権

## 特徴
- 日本の組織とは日本麻雀連盟との繋がりがあり、2007年11月2日の総会では同組織の理事長だった石本洋一が招かれている。
- WMOの日本語名は「世界麻雀機構」ではなく「世界麻雀組織」である。これはWMOの発行する麻雀品級認定証明書にWMOの日本語名が「世界麻雀組織」となっていることからも分かる[8]。